# 露土戦争 (1877年-1878年)
露土戦争（ろとせんそう、1877年 - 1878年）オスマン帝国と、ロシア帝国を中心とする連合軍（ルーマニア、セルビア、モンテネグロを含む）との間で行われた戦争である。ロシアは、1853年から1856年にかけて起こったクリミア戦争で失った領土の回復、黒海での影響力の再確立を目的とした。また、バルカン半島に在住するオスマン帝国領下のスラヴ系諸民族がオスマン帝国の支配に対して反乱し、それを支援するかたちでロシアが介入して起こった。ロシア帝国の勝利で終わった。
ルーマニア軍は約114,000人の兵力を擁しており、戦争に積極的に参加した。ルーマニアでは「ルーマニア独立戦争」、トルコではイスラームの暦年（ヒジュラ暦1293年）にちなんで「93年戦争（Doksanüç Harbi）」、また「オスマン・ロシア戦争」とも呼ばれた。ギリシャ独立戦争に続いて、東ヨーロッパ諸国の独立回復のための重要な戦役となった。また、ロシア帝国とオスマン帝国の間では度々戦争が行われている。他の露土戦争については、露土戦争を参照）。

## 開戦までの経緯

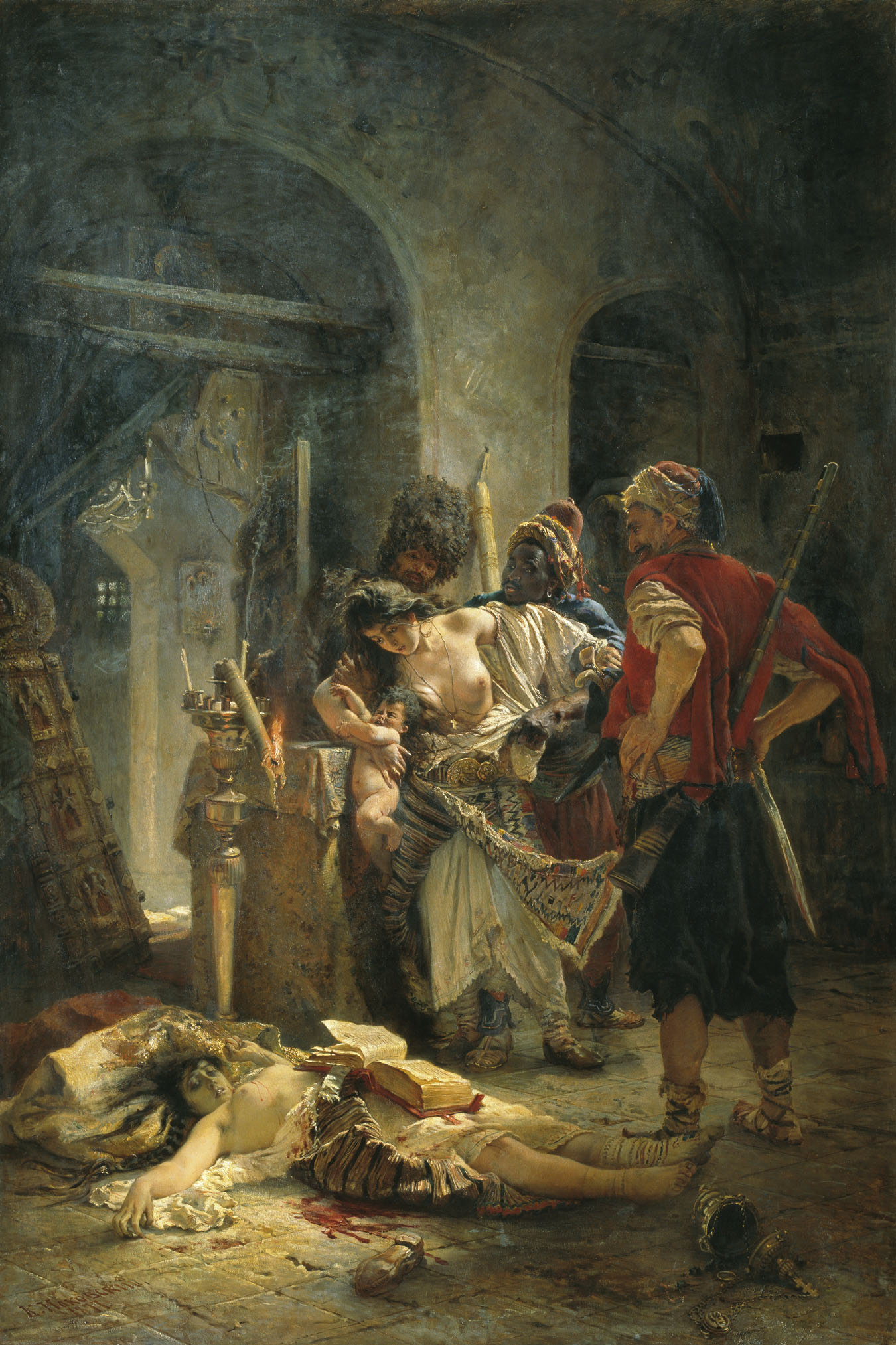
コンスタンチン・マコフスキー (1839–1915)作『ブルガリアの致命女達』 (1877).

1875年に発生したヘルツェゴヴィナ蜂起を支援するため、1876年、セルビアとモンテネグロはオスマン帝国に対し、宣戦を布告した。しかし両国はオスマン軍によって大きな打撃を受けて休戦を余儀なくされたうえ、同時期に起こったブルガリアにおける反オスマン反乱であるブルガリア人の四月蜂起も鎮圧された。このとき、4万人におよぶブルガリア人がオスマン帝国の軍民により虐殺され、この大虐殺の詳細が明らかになるにつれヨーロッパ諸国では衝撃が走った。オスマン帝国はイギリスの支援を得られなくなり、単独でロシアにあたらざるをえなくなった。
1876年6月28日から7月8日にかけて、ロシアとオーストリア＝ハンガリー帝国は秘密協定、ライヒシュタット協定を締結し、ロシアがベッサラビア及びコーカサス戦争で獲得していたコーカサスを、オーストリア・ハンガリーがボスニア・ヘルツェゴビナを獲得することを条件に、オーストリア・ハンガリーが中立を維持することを取り付けた。さらに、これらバルカン半島における諸紛争を収拾するための国際会議が1876年12月からオスマン帝国の首都イスタンブールで開かれたが、翌年1月には物別れに終わり、ロシアはスラブ民族の救済を名目に戦争への介入を決意した。
戦争を始めるにあたり、ロシアは1850年代に起こったクリミア戦争での苦い敗北の経験もあって、汎スラヴ主義的心情に訴えるべくバルカン半島のスラブ民族独立のための戦争であると宣伝した。しかし、その背後には地中海への通路を確保しようとするロシアの意図があり、不凍港獲得を目指す南下政策の一環としての側面を持った戦争でもあった。
小説家のドストエフスキーは、ロシアを中心とするスラブ人の統一と正教徒の統合を説き、この戦争より神聖かつ清浄な功業はないと訴えていた。

## 戦争の経過

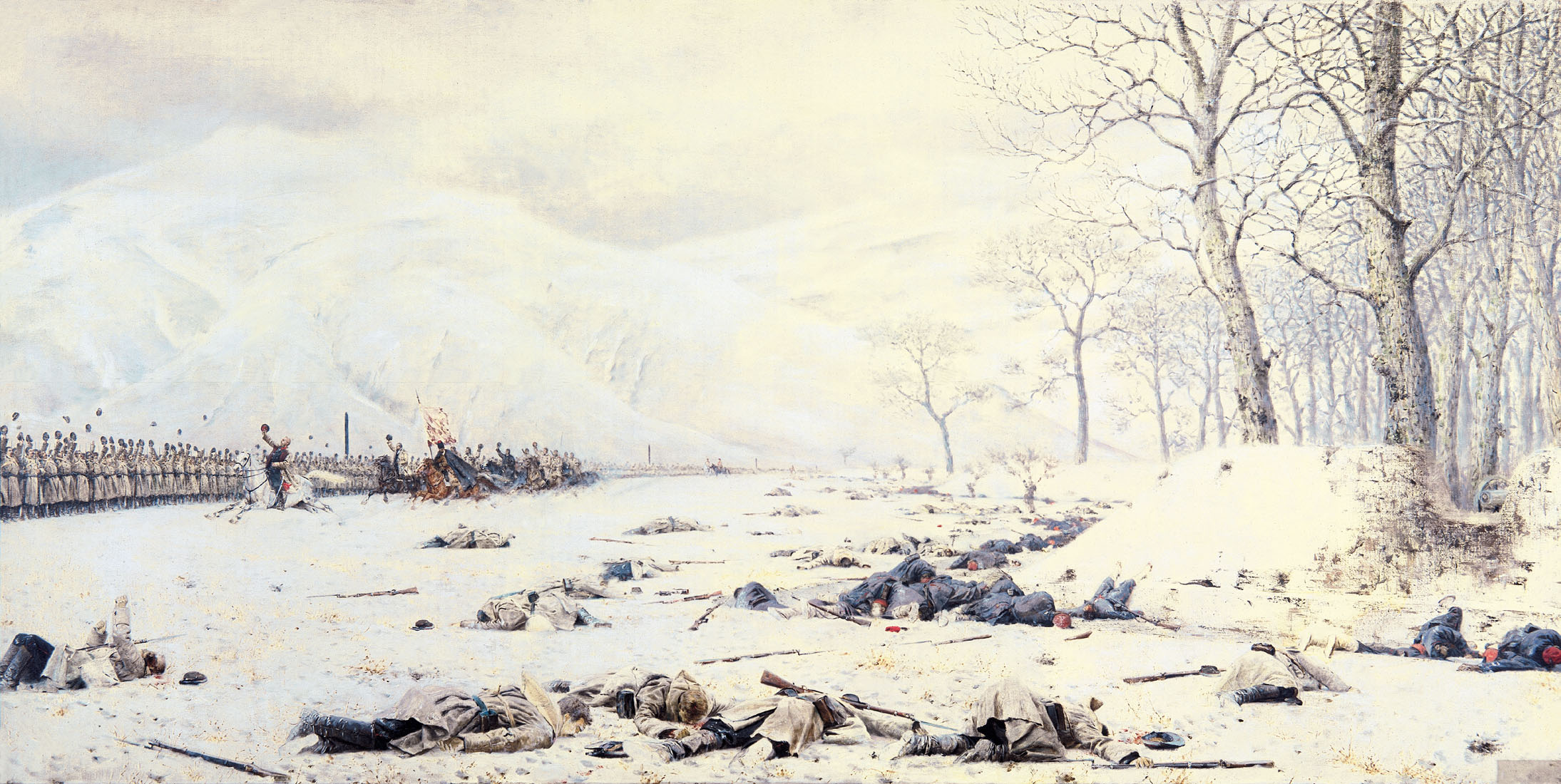
露土戦争最大の激戦地シプカ峠の戦い シプカ峠は現在のブルガリアに位置する。1877年7月の戦いでロシア軍が確保、その後2度にわたるオスマン軍の攻撃から峠を死守し、1878年1月にはオスマン軍を完全に撃退した。

ロシア帝国は1877年4月24日（露暦4月12日）にオスマン帝国に宣戦布告し、バルカン半島とアナトリア半島東部が戦場となる露土間の戦端が開かれた。
ロシア軍は、バルカン半島ではプレヴェン要塞を守るオスマン・パシャの粘り強い抵抗の前に約5ヶ月におよぶ包囲戦を余儀なくされた（プレヴェン攻囲戦、1877年7月20日 - 12月10日）。ロシア軍は、第1次シプカ峠の戦い（1877年7月17日 - 7月19日）でシプカ峠を確保。プレヴェンを完全に孤立させることに成功したロシア軍は、戦いを優位に進めた。
バルカン半島では露土戦争の引き金となったセルビアが戦争再開をめぐる国内対立の末に戦線に復帰した。
アナトリア東部ではカルスが陥落した（カルスの戦い、1877年11月17日）。
1877年12月10日にプレヴェン要塞が陥落すると、en:Battle of Tashkessen（1877年12月31日）と第4次シプカ峠の戦い（1878年1月5日 - 1月9日）でオスマン軍は最後の抵抗を見せたが、ロシア軍はシプカ峠からオスマン軍を完全に撃退した。ロシア軍はイスタンブールに向かって進撃し（プロヴディフの戦い、1878年1月17日）、エディルネを占領し、イスタンブールの近郊のイェシルキョイ（サン・ステファノ）にまで到達した。
こうして1878年3月、ロシアの勝利で戦争は終わり、サン・ステファノ条約が結ばれた。ロシアの勝利の要因の一つとなったのは1874年に施行された徴兵制度であり、その点ではクリミア戦争での敗戦以来、皇帝アレクサンドル2世が行ってきた「大改革」と呼ばれる諸改革の成果が出たとみることもできる。

## 戦後の影響

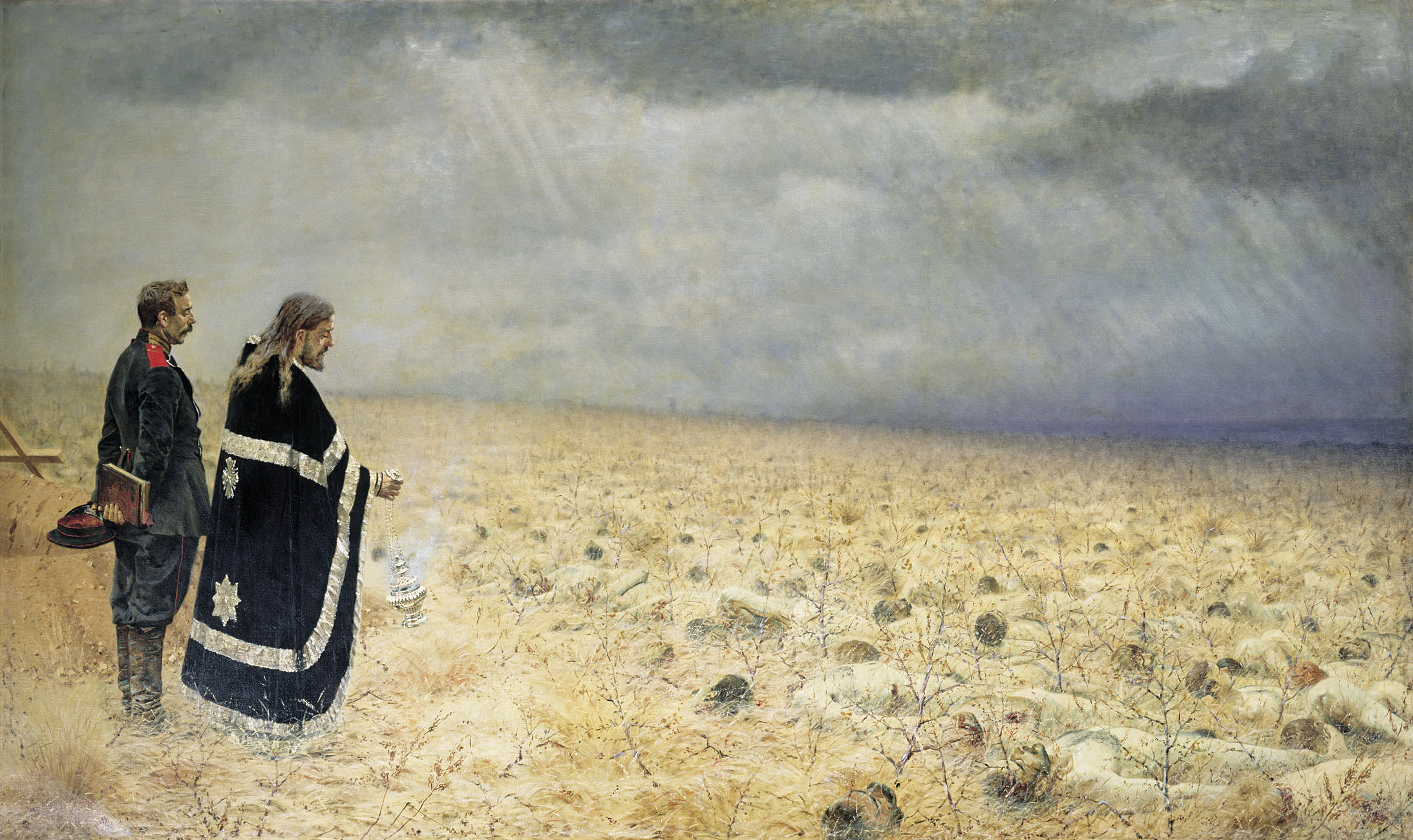
『敗北。パニヒダ。』（Побежденные. Панихида. - Defeated. Requiem.）ヴァシーリー・ヴェレシチャーギンによる露土戦争の一場面を描いた油彩画。膨大な数の兵士達の遺体を前に、正教会の司祭がパニヒダを捧げている。

サン・ステファノ条約によって、セルビア、モンテネグロ、ルーマニアの各公国はオスマン帝国から独立し、またロシアの影響を強く受けた広大な自治領「ブルガリア公国」の成立が定められた。
しかし、軍事的な勝利を収めたロシアの勢力拡大に対して欧州各国が警戒感が広がったため、新生ドイツ帝国の帝国宰相、オットー・フォン・ビスマルクの仲介でベルリン会議が開かれ、サン・ステファノ条約を修正したベルリン条約が結ばれた。ベルリン会議後、ロシア国内では皇帝アレクサンドル2世への失望と不満が広がっていった。この戦争を戦ったルーマニアはロシアと同盟した際に、ロシアは戦争終了後自国に対する領土要求を行なわないとの約束を取り付けていたが、ベルリン会議によりベッサラビア南部はロシアに併合されることになってしまった。
一方、ギリシャ王国はオスマン帝国の不利をみて参戦を決めたものの、その矢先に露土間の休戦が結ばれたために機を逸し、得るものなく軍を撤退させた。
ブルガリアやカフカスでは戦後に多数のムスリムが難民となり、オスマン帝国へと逃れシリアやヨルダンなどに移民した。
オスマン帝国の国内では戦争中、非常事態を口実にした無期限の憲法停止と議会の閉鎖が行われた。これにより第一次立憲制は崩壊し、アブデュルハミト2世によるスルタンの専制体制が敷かれることとなった。

## 露土戦争を題材とした作品

### 小説
- レフ・トルストイ『アンナ・カレーニナ』- 終盤の第8編で、登場人物の一人であるヴロンスキーが露土戦争へ志願出征する。

### 戯曲
- アルツィバーシェフ『戦争』：登場人物の１人ピョートル・イワーノヴィチが露土戦争に出征し誰にでもみさかいなくその体験談を語りたがる人物として描かれている。『近代劇全集30 露西亜』第一書房（1929）収録作品